# Oren Lavie

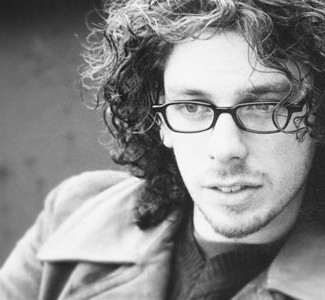
Oren Lavie, 2004

Oren Lavie (* 1976 in Tel Aviv) ist ein israelischer Komponist, Musiker, Schriftsteller und Regisseur.

## Leben und Karriere
Oren Lavie wuchs in Israel auf. 1997 erhielten sein Theaterstück Sticks and Wheels (in Hebräisch) und seine Inszenierung desselben die Hauptpreise beim Theaterfestival Acco („Acco Festival of Alternative Israeli Theatre“). Das Stück wurde in Tel Aviv bis 1998 aufgeführt. Im gleichen Jahr ging er nach London, um an der „London Academy of Music and Dramatic Art“ (LAMDA) Theaterregie zu studieren. Nach seinem Abschluss wurden zwei seiner Stücke in Londoner Theatern aufgeführt. Sie enthalten bereits von ihm selbst komponierte Musikeinlagen.
2001 zog Lavie nach New York, wo er sich mit verschiedenen Tätigkeiten durchschlug und dabei mit dem Schreiben von Liedern begann. Als sich seine Lieder angesammelt hatten, begann er 2003 in Berlin damit, in eigener Regie Aufnahmen anzufertigen. Sein erstes Album The Opposite Side of the Sea stellte er 2006 fertig, es wurde Ende Januar 2007 in Deutschland und Anfang Februar europaweit veröffentlicht.
Seine musikalischen Vorbilder sind nach eigener Aussage unter anderem Tom Waits, Jacques Brel und Leonard Cohen. Den Kern seiner sehr melodieorientierten Kompositionen bilden jeweils Gitarre oder Klavier und sein Gesang, unterstützt durch Streicher-Arrangements und verschiedene andere, mehrheitlich nichtelektronische Instrumente, die punktuell eingesetzt werden.
2014 veröffentlichte Oren Lavie mit Der Bär, der nicht da war sein erstes Kinderbuch, das im Original auf Deutsch erschien und in der Folge in mehr als 20 Sprachen übersetzt wurde.
Sein aus dem Englischen und 2022 auf Deutsch erschienenes Bilderbuch Konrad Kröterich und die Suche nach der allerschönsten Umarmung wurde im März 2023 für den Deutschen Jugendliteraturpreis nominiert.

## Diskografie

### Alben
- 2007: The Opposite Side of the Sea (Tuition)[5]
- 2017: Bedroom Crimes (Tuition)

### Singles (Auswahl)
- 2007: Her Morning Elegance
- 2008: A Dance ’Round the Memory Tree
- 2017: Did You Really Say No (mit Vanessa Paradis)
- 2017: Second Hand Lovers
- 2017: Note To Self

## Theaterwerke
- 1997: Sticks and Wheels (Premiere: Acco Festival, Israel)
- 1999: Lighting the Day (Premiere: Bridewell Theatre, London Stage Company)
- 2000: Bridges and Harmonies (Premiere: Bridewell Theatre, London Stage Company)
- 2006: The Empty Princess, deutsch: Die Prinzessin mit dem Loch im Bauch (Premiere 25. Mai 2007: Staatstheater Oldenburg)

Die ersten drei genannten Aufführungen wurden von Oren Lavie inszeniert.

## Bibliografie
- Der Bär, der nicht da war. Übersetzt von Harry Rowohlt. Illustrationen von Wolf Erlbruch. Verlag Antje Kunstmann, München 2014 (Originalausgabe), ISBN 978-3-88897-970-5[6][7]
- Konrad Kröterich und die Suche nach der allerschönsten Umarmung. Übersetzt von Mathias Jeschke. Illustrationen von Anke Kuhl. Fischer Sauerländer, Frankfurt am Main 2022 (Originalausgabe), ISBN 978-3-7373-5686-2